# Литературное кафе (Санкт-Петербург)
Литерату́рное кафе́ — исторически значимый ресторан на Невском проспекте в Санкт-Петербурге, который в XIX веке посещали знаменитые писатели, музыканты, а также их друзья.

## История

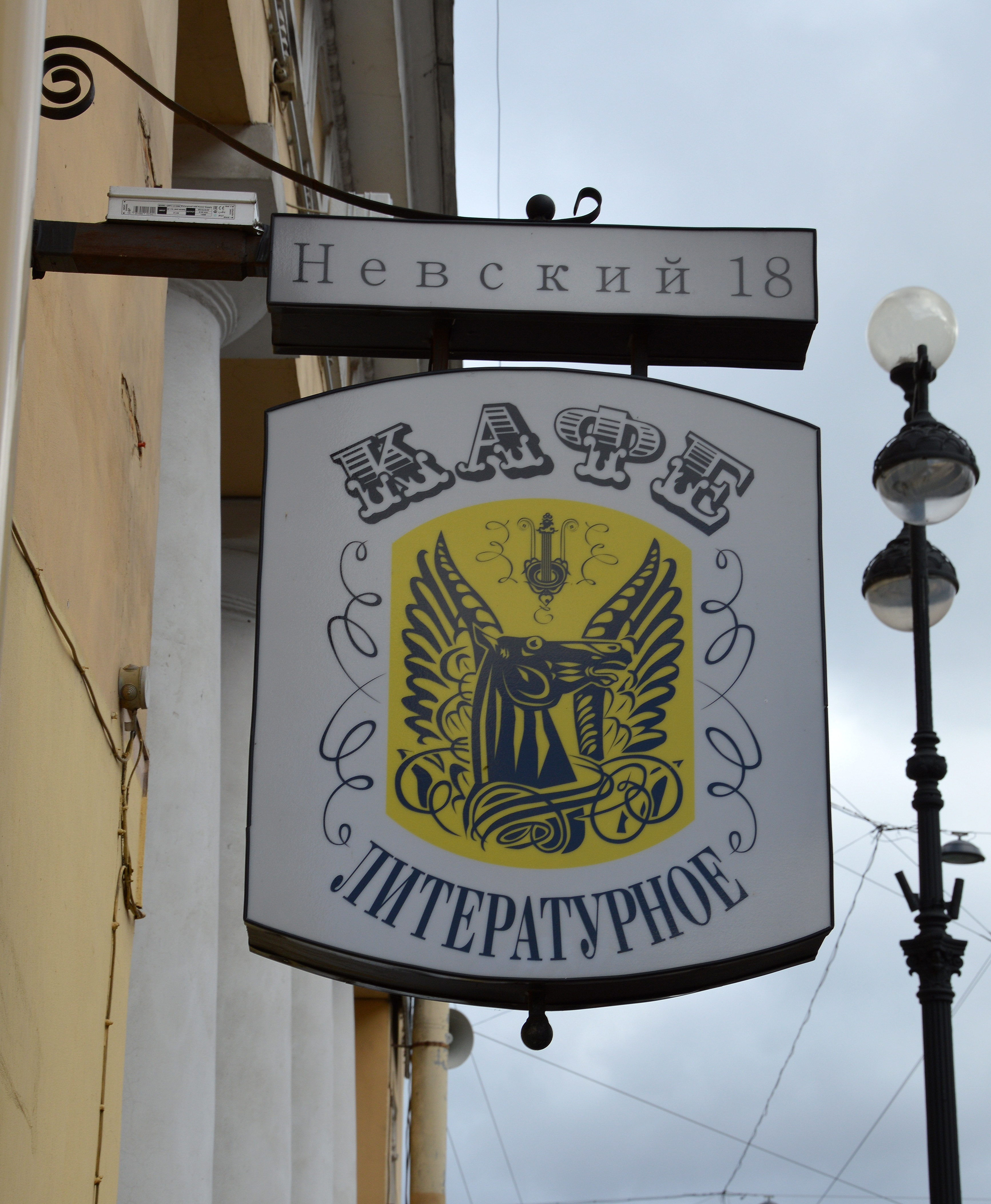
Вывеска кафе

В 1812—1816 году здание, построенное в середине XVIII века на Невском проспекте, 18 в Санкт-Петербурге, было переделано купцом К. Б. Котоминым под апартаменты для торговцев. В этом здании была открыта кондитерская Вольфа и Беранже (S. Wolff & T. Beranget), которая считалась лучшей в Петербурге. В 1834 году здесь также было открыто «Китайское кафе» (Le Café chinois), а кондитерская вскоре стала клубом, который в разные годы посещали Александр Пушкин, Михаил Лермонтов, Тарас Шевченко и Фёдор Достоевский.
В 1837 году Пушкин встречался здесь с Константином Данзасом перед тем как отправиться на дуэль. В 1840 году Достоевский был представлен здесь Михаилу Петрашевскому, утопическому социалисту, вместе с которым был в 1849 году приговорён к расстрелу, заменённому каторгой.
В 1877 году кондитерская закрылась, а на её месте около 1885 года предпринимателем Ф. О. Лейнером был открыт элитный ресторан, который часто посещали Пётр Чайковский и Фёдор Шаляпин. Современники утверждали, что Чайковский заказал здесь чашку сырой воды, заразился холерой и умер.
Намного позже в 1983 году ресторан вновь открылся как «Литературное кафе».

## Современность

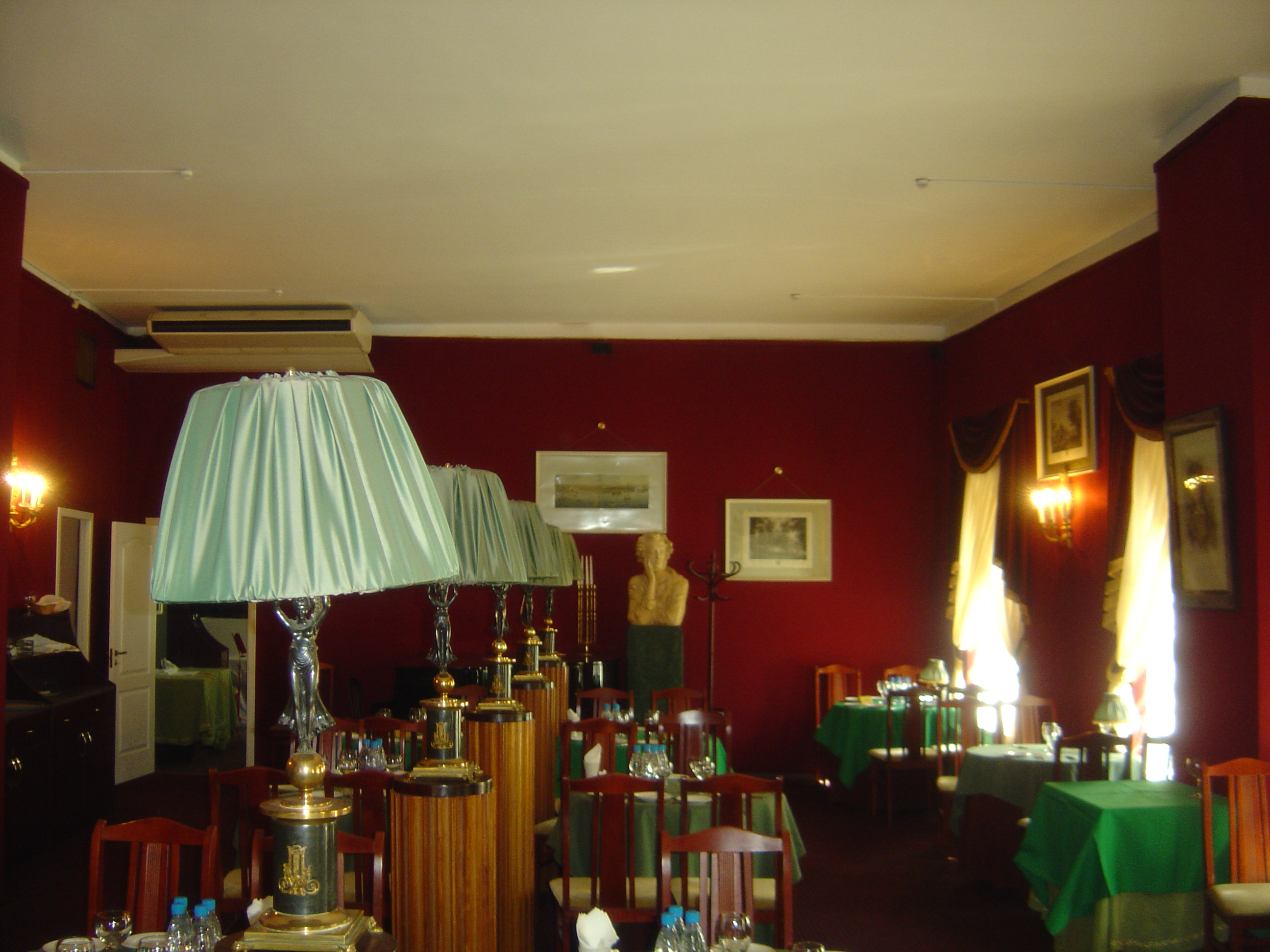
Интерьер кафе

Литературное кафе занимает два этажа здания, а на его стенах висят многочисленные портреты русских писателей. За одним столом на нижнем этаже сидит восковая скульптура А. С. Пушкина.